# Tuberculosodus transversefasciatus
Tuberculosodus transversefasciatus är en skalbaggsart som beskrevs av Stefan von Breuning 1968. Tuberculosodus transversefasciatus ingår i släktet Tuberculosodus och familjen långhorningar.
Artens utbredningsområde är Laos. Inga underarter finns listade i Catalogue of Life.